# پرشوف
پرِشُف (به اسلواکی: Prešovský kraj) (به مجاری: Eperjes) با جمعیت ۸۸٬۶۸۰ در منطقه پرشوف، سومین شهر پرجمعیت در شرق اسلواکی است.